# Los juegos del hambre: Sinsajo - Parte 2
Los Juegos del Hambre: Sinsajo - Parte 2 (título original en inglés: The Hunger Games: Mockingjay – Part 2) es el cuarto largometraje de la trilogía de Los juegos del hambre de la escritora estadounidense Suzanne Collins. Se estrenó el 19 de noviembre de 2015. Francis Lawrence estuvo a cargo de la dirección. Es la secuela de la primera parte de Sinsajo, Los juegos del hambre: sinsajo - Parte 1, la cual fue estrenada el 21 de noviembre de 2014. La fotografía de ambas partes comenzó el 23 de septiembre de 2013, en Atlanta, antes de trasladarse a París por dos semanas de rodaje y concluir oficialmente el 20 de junio de 2014 en Berlín, Alemania.

## Argumento
En una operación especial contra el todopoderoso Capitolio, el distrito 13 consigue rescatar a Peeta Mellark (Josh Hutcherson). Pero el delicado, romántico y detallista "Chico del pan" ya no es la misma persona que Katniss Everdeen (Jennifer Lawrence) conoció. ¿Qué le han hecho? Después de mucho tratamiento y de terapia, el estado de Peeta parece mejorar. No obstante, su actitud ya no es la del joven con esperanza y fortaleza que era capaz de calmar las peores pesadillas de Katniss. Por eso, la heroína de los Juegos del Hambre y superviviente del Tercer Vasallaje de los 25 no puede evitar sentirse culpable por el estado de su compañero. Además, su relación con Gale Hawthorne (Liam Hemsworth) empieza a hacerse cada vez más inestable. Y es que a Katniss le interesa más otro objetivo: matar al presidente Snow.
En el hospital del distrito 13, Katniss Everdeen se recupera después de casi ser asesinada por Peeta, que había sido víctima del secuestro por el Capitolio. La hermana de Katniss, Prim, habla con Peeta pero Peeta se altera pensando que Katniss envió a Prim a hablar con él. Después de que las fuerzas rebeldes destruyen el suministro de armas del Capitolio en el distrito 2, con un plan desarrollado por Gale Hawthorne y Beetee Latier, Katniss está dispuesta a realizar una propuesta sobre la afluencia de refugiados del Capitolio que llegaron al distrito 13. Cuando trata de intervenir en la situación, se desata una pelea, durante la cual Katniss es herida de bala. Luego de su recuperación, ella se acerca a Coin y le dice que la envié al Capitolio para matar al Presidente Snow, pero Coin se niega, argumentando que ya había hecho suficiente. 
Durante la boda de Finnick Odair y Annie Cresta, Johanna Mason le dice a Katniss que un aerodeslizador irá rumbo al Capitolio, donde la comandante Paylor está planeando un asalto total contra el Capitolio. Furtivamente a bordo, Katniss se une al Escuadrón 451, el "Escuadrón estrella", dirigido por Boggs y conformado por Gale, la teniente Jackson, Cressida, Messalla, Castor, Pollux, Homes, las hermanas gemelas Leeg 1 y Leeg 2, Mitchell y Finnick, que más tarde se enteran de que su misión es ser la cara de la invasión. Utilizan un mapa holográfico llamado Holo para evadir las "vainas", una serie de trampas creadas por los Vigilantes de los juegos dispersas por toda la ciudad para frenar el avance de la rebelión. Boggs detecta una vaina y Pollux y Castor graban la escena y Katniss dispara una flecha y se activa una vaina: unos lanzallamas. El escuadrón descansa en un edificio en ruinas y un vehículo se aproxima y Jackson dice que es amigo. Del vehículo sale Peeta y se une de forma inesperada al equipo. Boggs dice que usaran a Peeta para un video de propaganda o "propo", y Gale dice que Peeta no tiene control de sí mismo por lo que Jackson dice que lo vigilarán y dice que las Leegs lo vigilaran hasta las 17:00 hrs y Homes y Mitchell hasta las 19:00. Katniss pide un turno y Jackson le pregunta si sería capaz de matar a Peeta si la situación lo requiriera y Katniss dice que no estaría matando a Peeta sino a un "muto", un mutante del Capitolio. Boggs le advierte a Katniss que tenga cuidado, porque Coin la ve como una amenaza a su poder. El escuadrón recorre más zonas del Capitolio y Finnick ayuda a ensayar a Peeta para la "propo".
A medida que se aventuran en el Capitolio llegan a un atrio y Cressida dice que es un buen lugar para la "propo" y se cubren de una vaina: unas ametralladoras. Boggs pide a Gale y Homes ir con el y a las Leegs ir a los lados pero son emboscados por una vaina oculta, y Boggs es asesinado, transfiriendo el mando de la unidad a Katniss antes de morir y Homes trata de ayudarlo pero Gale dice que murió. Leeg 2 quedó herida de una pierna y su hermana trata de ayudarla pero accidentalmente activa otra vaina, que libera una ola de sustancia negra. El "Secuestro" de Peeta lo impulsa a atacar a Katniss de nuevo, pero Mitchell se interpone, y durante su pelea, Peeta empuja a Mitchell a la ola, y otra vaina se activa atrapando en una red a Mitchell, matándolo. Los demás escapan a lo alto de un edificio. Con Boggs muerto y el Holo en sus manos, Katniss miente y le dice a su equipo que está bajo las órdenes de la presidenta Coin para matar al presidente Snow. El equipo sale del lugar y Leeg 1 se queda cuidando a Leeg 2 ya que ella no puede continuar por su herida. El grupo se oculta en otro edificio y los Agentes de la Paz llegan y algunos disparos salen de una ventana del edificio donde están las Leegs y derriban varios Agentes de la Paz y Finnick dice que las Leegs están luchando, pero los agentes bombardean el edificio, matando a las hermanas Leeg. El Capitolio difunde un mensaje con Snow, que anuncia las supuestas muertes de Escuadrón 451, pero Coin bloquea la señal, y dice que todos deben alabar a su sacrificio. 
Acercándose a la mansión de Snow, el equipo decide aventurarse en las alcantarillas del Capitolio con el fin de evitar las vainas siendo guiados por Pollux que, según Castor, conoce bien el lugar, pero Snow, dándose cuenta de que el escuadrón sigue vivo, les tiende una emboscada con mutos de lagartos, creados por el Capitolio. El grupo decide descansar un momento y Jackson tiene la primera guardia y luego Katniss y se oye un ruido y Peeta dice que enviaron "mutos" y el grupo se dispone a huir y pasan por un hueco. Jackson es la última y se prepara para pasar pero es atacada por un grupo de "mutos" de lagartos que la matan. Katniss lesdispara una flecha explosiva. Castor es atrapado por unos "mutos" y lo devoran y Katniss dispara otra flecha explosiva contra los "mutos" y Cressida dispara y Homes es asesinado. El grupo sube una escalera para llegar a la superficie y Finnick con su tridente lucha contra los "mutos" y trata de subir la escalera pero un lagarto evita escapar a Finnick, y luego es inhabilitado por varios "mutos". Finnick le pide ayuda a Katniss obligándola a utilizar el mecanismo de autodestrucción en el Holo y poner fin a su sufrimiento por lo que solo escapan Katniss, Peeta, Gale, Cressida, Messalla y Pollux.
Ellos son perseguidos por Agentes de la Paz poco después de llegar a la superficie; una vaina mata a Messalla convirtiéndolo en cenizas y Cressida se entristece. Los supervivientes finalmente escapan y se refugian en una tienda, de una ex-estilista, Tigris, quien los esconde en su sótano. Si bien todos ellos lloran la pérdida del resto de su equipo, Katniss confiesa que ella mintió sobre sus órdenes de matar a Snow, y que perdieron sus vidas solo por una mentira. Cressida le reveló que sabían esto todo el tiempo, pero siguieron el plan porque confiaban en ella. Peeta le dice a Katniss, que si mata a Snow, vengará la muerte de todos los que han muerto a causa de ella. Esa noche, Gale y Peeta discuten por su triángulo amoroso, con Gale afirmando que piensa que Peeta la había conquistado, pero Peeta piensa que Gale tiene oportunidades. 
El presidente Snow anuncia que los rebeldes han invadido el Capitolio y acoge con satisfacción los refugiados en su mansión, proporcionándoles alimento y refugio. Con las vainas desactivadas, Katniss y Gale se hacen pasar por refugiados para acceder a la mansión. Son casi descubiertos cuando los rebeldes llegan y atacan a los Agentes de la Paz, matando a muchos civiles del Capitolio. En el caos que sigue, Katniss marcha hacia la mansión de Snow y ve que toman a los niños del Capitolio para usarlos como escudo humano. Un aerodeslizador del Capitolio pasa volando y suelta varios paracaídas de plata similares a las utilizadas en los Juegos del Hambre en la multitud de niños que rodean la mansión, que explotan. Tras la explosión, un equipo de médicos rebeldes tratan de ayudar a los heridos, entre los cuales estaba la hermana de Katniss, Prim. Katniss se dirige hacia ella, pero una segunda bomba explota, matando a Prim y dejando a Katniss inconsciente. 
Tras la recuperación, Katniss se entera de que el Capitolio ha sido conquistado por los rebeldes, y que Snow ha sido capturado. Katniss se enfrenta a Snow, que afirma que Coin planeó los atentados con el fin de convertir a sus seguidores en su contra. Cuando Katniss lo acusa de mentir, él le recuerda su promesa de nunca volver a mentirse. Katniss se da cuenta de que las bombas se parecían a una trampa, en la que Gale había estado trabajando antes. Cuando Gale confiesa que pudo haber sido por él y se disculpa, ella le ordena salir de la habitación. Más tarde, Katniss asiste a una reunión con Coin (que se ha nombrado a sí misma la presidenta interina de Panem) y los vencedores restantes Peeta, Annie Cresta, Haymitch, Enobaria, Johanna y Beete, para discutir sobre una edición final de los Juegos del Hambre con los niños del Capitolio como retribución por los juegos anteriores. Annie, Peeta y Beete votan en contra y Enobaria y Johanna a favor. Al darse cuenta de que Snow estaba en lo cierto y que Katniss solo fue una simple títere del plan de Coin, Katniss vota a favor de la moción "por Prim" y Haymitch también vota a favor, por Katniss. Coin le concede a Katniss la oportunidad de ejecutar a Snow. 
En la ejecución, que se celebra antes de la liberación de Panem, Katniss se enfrenta a Snow una vez más. Haymitch, Johanna, Peeta, Enobaria, Beete, Annie, Cressida y Pollux están ahí también. Mientras prepara su arco, los dos hacen contacto visual y Snow le da una última sonrisa. Katniss estaba en silencio y preparada para disparar, pero después recuerda su conversación con Snow y deduce que dijo la verdad todo el tiempo, luego Katniss en vez dispararle a Snow, le termina disparando a Coin, matándola. Mientras que Snow ríe histéricamente del asunto, pero es linchado hasta su muerte por una multitud furiosa, Katniss intenta suicidarse con una píldora de Jaulas de Noche, pero Peeta detiene su intento. Katniss es perdonada por su crimen, ya que se la considera mentalmente inestable y por medio de una carta entregada por Haymitch, Plutarch Heavensbee aconseja a Katniss, volver a casa hasta que las cosas se calmen.
Katniss regresa a su casa en las ruinas del distrito 12 para recuperarse de su terrible experiencia traumática, al llegar ve a Buttercup, el gato de Prim y le grita histéricamente, pidiéndole que se marche, pero luego llora la muerte de Prim y carga a Buttercup en sus brazos un rato. Katniss se va al bosque a cazar y al llegar ve a Peeta plantar unas prímulas Primrouse en el jardín, que ha recuperado sus recuerdos de amor por ella. Annie Cresta manda una carta a Peeta y Katniss contándoles novedades de la nueva vida que tienen todos en el Capitolio, junto a una foto donde se aprecia a ella y al hijo que tuvo de Finnick. Gale se convierte en jefe de las fuerzas de las tropas de Panem. Paylor es elegida como la nueva presidenta de Panem. Katniss y Peeta lentamente vuelven a estar juntos, y Katniss admite su amor por él. Años más tarde, Katniss y Peeta tienen dos hijos (un niño y una niña). Katniss recuerda acerca de sus pesadillas recurrentes que todavía sufre y explica que ella lo interpreta como "un juego", donde se enumeran todas las cosas buenas que ha visto a alguien hacer. Ella señala que si bien el juego ha crecido aburrido con los años, "hay muchos juegos peores a los que jugar", luego sonríe y ve a Peeta jugando con su hijo.

## Reparto
- Jennifer Lawrence como Katniss Everdeen.
- Josh Hutcherson como Peeta Mellark.
- Liam Hemsworth como Gale Hawthorne.
- Sam Claflin como Finnick Odair.
- Woody Harrelson como Haymitch Abernathy.
- Donald Sutherland como el presidente Snow.
- Elizabeth Banks como Effie Trinket.
- Philip Seymour Hoffman como Plutarch Heavensbee.
- Stanley Tucci como Caesar Flickerman.
- Julianne Moore como la presidenta Alma Coin.
- Jena Malone como Johanna Mason.
- Willow Shields como Primrose Everdeen.
- Paula Malcomson como la señora Everdeen
- Stef Dawson como Annie Cresta.
- Jeffrey Wright como Beetee Latier.
- Meta Golding como Enobaria.
- Mahershala Ali como Boggs.
- Natalie Dormer como Cressida.[3]
- Evan Ross como Messalla.[4]
- Gwendoline Christie como la comandante Lyme.
- Patina Miller como el comandante Paylor.
- Michelle Forbes como la tenienta Jackson.[5]
- Wes Chatham como Castor.
- Elden Henson como Pollux.
- Omid Abtahi como Homes.[6]

## Producción

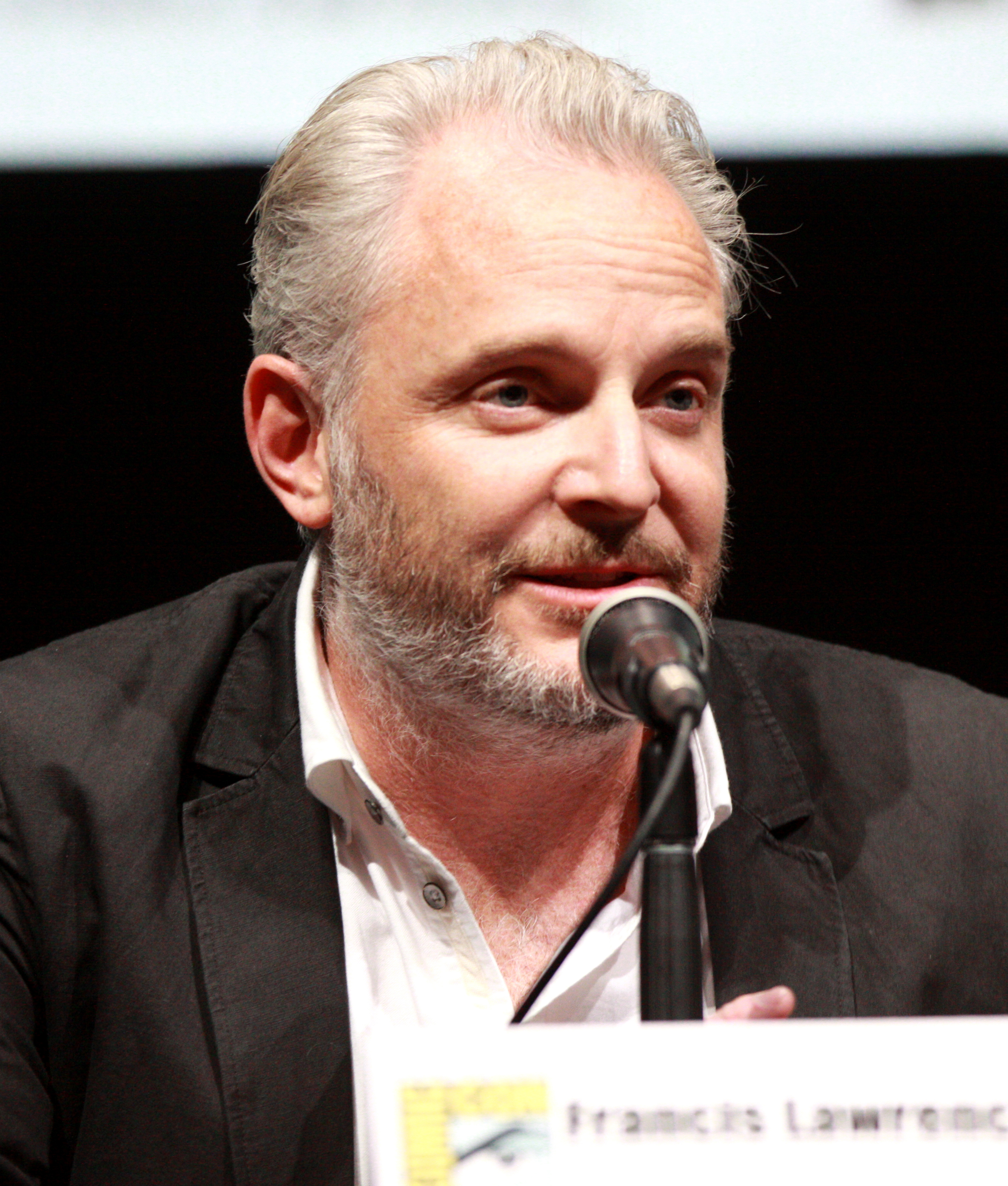
Francis Lawrence director de Los juegos del hambre: en llamas anunció que sería el director de las dos últimas partes de la saga.

### Preproducción
El 10 de julio de 2012, Lionsgate anunció que la novela, Sinsajo, se dividiría en dos partes, Sinsajo - parte 1, fijada para el 21 de noviembre de 2014, y Sinsajo - parte 2, fijada para el 20 de noviembre de 2015. El 1 de noviembre de 2012, Francis Lawrence, director de Los juegos del hambre: en llamas, anunció que volvería a dirigir las dos partes finales de la serie.
El 6 de diciembre, Danny Strong anunció que estaría escribiendo la tercera y cuarta parte respectivamente. Más tarde, en agosto de 2013, Hemsworth también confirmó que el rodaje de la película comenzaría en septiembre de 2013.
La producción de la película comenzó el 16 de septiembre en Boston, Atlanta y Los Ángeles. El 13 de noviembre, Nina Jacobson reveló que Peter Craig también fue contratado para escribir las adaptaciones.

### Casting
Lionsgate anunció el 13 de septiembre de 2013, que Julianne Moore se unió al elenco al interpretar a la presidenta Alma Coin. Otros papeles emitidos ese mes incluyen Comandante Lyme, Comandante Paylor, Boggs, Castor, y Póllux, que serían interpretados por Lily Rabe, Patina Miller, Mahershala Ali, Wes Chatham, y Elden Henson, respectivamente. Durante este tiempo, también hubo un casting para extras.
En abril se anunció que Gwendoline Christie había conseguido el papel de la Comandante Lyme en las dos últimas películas. La actriz Lily Rabe había firmado para este papel anteriormente, pero tuvo que abandonarlo por problemas de agenda.

### Rodaje

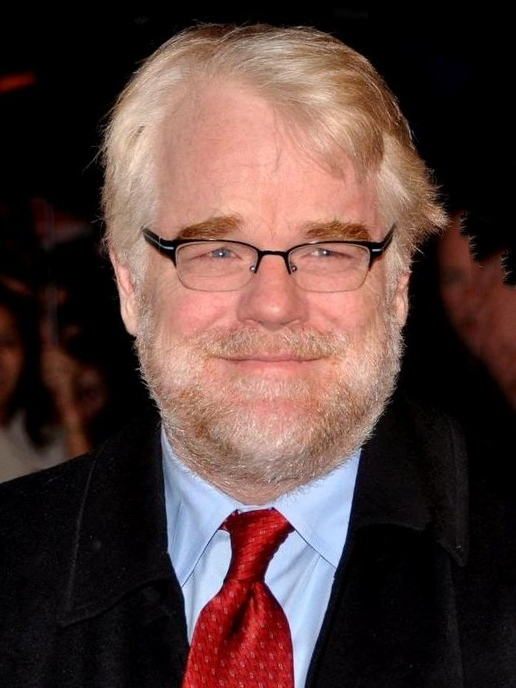
El actor Philip Seymour Hoffman falleció justo después de filmar ambas partes; sin embargo, se usó tecnología CGI para recrearlo en algunas escenas.

El rodaje de la película comenzó el 23 de septiembre de 2013 en Atlanta y concluyó el 20 de junio de 2014 en Berlín, Alemania; ambas partes fueron filmadas al mismo tiempo. En octubre de 2013, el rodaje tuvo lugar en Rockmart, Georgia.
Después de tomar un descanso para la promoción de En llamas, la filmación se reanudó el 2 de diciembre de 2013.
El actor Philip Seymour Hoffman intérprete de Plutarch Heavensbee, falleció el 2 de febrero de 2014. Lionsgate anunció que Hoffman había terminado de filmar sus escenas antes de su muerte, y para terminar las demás escenas sería digitalizado. Algunos de sus diálogos restantes fueron reescritos y dados a otros personajes.
El 18 de abril de 2014, la productora Nina Jacobson anunció por Twitter que el rodaje en Atlanta había terminado, seguido de un tuit del director Francis Lawrence, de trasladar la producción a Europa. Se anunció que estarían filmando escenas de batalla en París y en el Aeropuerto de Berlín-Tempelhof.
El 9 de mayo, se informó de que el rodaje se llevaba a cabo en Noisy le Grand, París. Es el mismo lugar donde se filmó Brazil.
A finales de mayo, el reparto y el equipo fueron trasladados a varios lugares de Berlín y Brandeburgo para rodar escenas de la película. Hemsworth se lastimó en el set y fue llevado al hospital.